# 계동압강
계동압강(雞同鴨講: Chicken With Duck Speak)은 홍콩에서 제작된 고지삼 감독의 1988년 영화이다. 허관문 등이 주연으로 출연하였고 우인태 등이 제작에 참여하였다.

## 출연

### 주연
- 허관문
- 실비아 창

### 조연
- 오계화
- 백인
- 노관정
- 곡봉
- 허관걸
- 글로리아 입
- 나관란
- 예룽쭈
- 허관영

## 제작진
- 미술: 해중문